# Vorschrift ist Vorschrift
Vorschrift ist Vorschrift (Originaltitel: Pigs Is Pigs) ist ein US-amerikanischer animierter Kurzfilm von Jack Kinney aus dem Jahr 1954.

## Handlung
Stationsvorsteher Mike Flannery lässt sich in seiner Arbeit ausschließlich von Vorschriften leiten, die er getreulich aus entsprechenden Büchern abliest. Als eines Tages zwei Meerschweinchen (guinea pigs) bei ihm angeliefert werden und der Besitzer McMorehouse sie später abholen will, berechnet ihm Flannery 48 Cent Gebühren, da es sich um Schweine (pigs) handelt. McMorehouse beharrt darauf, dass es sich bei den Tieren um Haustiere (pets) handelt, die nur 44 Cent kosten würden. Er verweigert schließlich die Annahme und verlässt wütend die Station. Flannery wiederum fragt telegrafisch bei seinen Vorgesetzten an, ob Meerschweinchen nun wie Schweine oder wie Haustiere zu berechnen seien.
Der Fall geht durch sämtliche Instanzen, verursacht Unmengen an Papierverkehr und endet schließlich mit der Entscheidung des Direktors, dass Meerschweinchen Haustiere seien. In der Zwischenzeit haben die Meerschweinchen Junge bekommen, sodass am Ende statt zwei eine Million und zwei Meerschweinchen Flannerys Bahnhäuschen bevölkern. Der Kunde, dem Flannery das Ergebnis seiner Bemühung mitteilen will, ist inzwischen verzogen. Kurzerhand lässt Flannery sämtliche Meerschweinchen zu seinen Vorgesetzten transportieren. In Zukunft, so beschließt er, wird er jeden Vierbeiner nur noch als Haustier klassifizieren.

## Produktion
Vorschrift ist Vorschrift kam am 21. Mai 1954 in Technicolor in die Kinos. Nach zwei Stummfilmen im Jahr 1910 und 1914 war es die dritte Verfilmung der gleichnamigen Kurzgeschichte von Ellis Parker Butler aus dem Jahr 1905. Die Handlung wird dabei gereimt vorgetragen – der Sprecher ist Gary Owens – beziehungsweise in Liedform präsentiert.

## Auszeichnungen
Vorschrift ist Vorschrift wurde 1955 für einen Oscar in der Kategorie „Bester animierter Kurzfilm“ nominiert, konnte sich jedoch nicht gegen When Magoo Flew durchsetzen.